# نضال حسن
نضال مالك حسن (بالإنجليزية: Nidal Malik Hasan) (ولد في 8 سبتمبر 1970)
طبيب مجند في الجيش الأمريكي مسلم ولد في فيرجينيا لأبوين هاجرا من الأردن. وانتقل للعيش في الولايات المتحدة قادما من قرية فلسطينية تقع بالقرب من القدس.
التحق حسن بالجيش الأمريكي بعد إنهاء دراسته الثانوية وأرسله الجيش إلى الكلية الطبية حيث تابع دراسته وتخصص في مجال الطب النفسي، وقد عالج جنود أمريكيين خدموا في كل من العراق وأفغانستان، وبعدها أصبح الطبيب النفسي في قاعدة فورت هود بولاية تكساس.
في 5 نوفمبر 2009 قام نضال مالك حسن بأطلاق النار في بقاعدة فورت هود ليقتل 13 جندي ويصيب أكثر من 30 آخرين قبل اقل من شهر واحد من ذهابه إلى أفغانستان.

أثناء محاكمته في أغسطس 2013 اعترف نضال حسن بإطلاق النار على رفاقة وحكم عليه بالإعدام في نفس العام.

## وقت مبكر من الحياة
وُلِد نضال حسن في 8 سبتمبر 1970 في مركز مستشفى فيرجينيا في مقاطعة أرلينجتون فيرجينيا. كان والداه مواطنين أمريكيين متجنسين من أصل فلسطيني وقد هاجروا قبل سنوات من البيرة وهي مدينة في الضفة الغربية بالقرب من القدس.
نشأ حسن في الدين الإسلامي مع شقيقيه الأصغر سناً وتلقى تعليمه في مدرسة ويكفيلد الثانوية في أرلينجتون في عامه الأول في عام 1985. انتقلت عائلته إلى رونوك في عام 1986 حيث انتقل والده قبل عام لتأسيس عدد من الشركات العائلية الناجحة والتي تضمنت سوقًا ومطعمًا وبار زيتون.
تخرج حسن من مدرسة ويليام فليمنج الثانوية ‏ في روانوكي عام 1988. توفي والده في عام 1998 عن عمر يناهز 51 عامًا وتوفيت والدته بعد ثلاث سنوات عن عمر يناهز 49 عامًا. ويستمر أحد إخوته في العيش في ولاية فرجينيا بينما انتقل الآخر إلى الأراضي الفلسطينية.
انضم حسن إلى جيش الولايات المتحدة في عام 1988 بعد تخرجه من المدرسة الثانوية. التحق بالجامعة خلال هذه الفترة وحصل على درجة الزمالة في العلوم من كلية مجتمع فرجينيا الغربية في عام 1992. وفي عام 1995 تخرج من جامعة فرجينيا للتكنولوجيا بدرجة البكالوريوس في الكيمياء الحيوية. لقد أكمل كلا البرنامجين مع مرتبة الشرف اللاتينية. كلف كضابط في إدارة الطب بالجيش في عام 1997 والتحق بجامعة الخدمات الموحدة للعلوم الصحية (يو أس يو أتش أس) في بيثيسدا ماريلاند.
كان أداء حسن هامشيًا أثناء التحاقه بجامعة يو أس يو أتش أس. كان تحت المراقبة الأكاديمية خلال معظم السنوات الست المطلوبة لإكمال المنهج الدراسي الممتد لأربع سنوات والتخرج من كلية الطب. بعد تخرجه في عام 2003 أكمل حسن تدريبه وإقامته في الطب النفسي في مركز والتر ريد الطبي العسكري (دبليو أر أيه أم سي). وأكمل تدريبه في الطب النفسي بزمالة لمدة عامين في طب الكوارث والطب النفسي الوقائي وحصل على درجة الماجستير في الصحة العامة. أثناء تدريبه في والتر ريد تلقى المشورة والإشراف الإضافي.

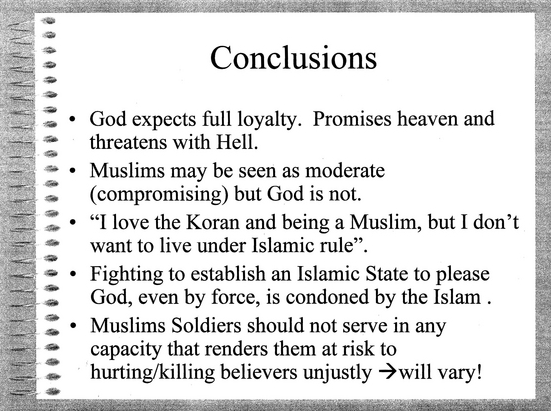
الشريحة 49/50 من النظرة القرآنية للعالم كما تتعلق بالمسلمين في الجيش الأمريكي عرض قدمه حسن خلال ندوة لأطباء الجيش الأمريكي في دبليو أر أيه أم سي

وفقًا لصحيفة واشنطن بوست قدم حسن عرضًا بعنوان "النظرة القرآنية للعالم كما تتعلق بالمسلمين في الجيش الأمريكي" خلال سنته الأخيرة في الإقامة في دبليو أر أيه أم سي ولم يستقبل بشكل جيد من قبل بعض الحاضرين. واقترح أن تسمح وزارة الدفاع الأميركية للمسلمين [ك‍] يُمنح الجنود خيار الإفراج عنهم باعتبارهم "معترضين ضميريين" لرفع معنويات القوات وتقليل الأحداث السلبية. في شريحة سابقة أوضح أن "الأحداث السلبية" قد تكون رفض النشر أو التجسس أو قتل زملاء الجنود.
يتذكر العقيد المتقاعد تيري لي بعد العمل مع حسن أن إطلاق النار المميت على اثنين من المجندين في ليتل روك، أركنساس كان له تأثير كبير على حسن. وقال لي لشبكة فوكس نيوز إن حسن أدلى بتصريحات "غريبة" ضد الوجود العسكري الأميركي في العراق وأفغانستان وقال بحسب التقارير إن "المسلمين يجب أن يقفوا ويقاتلوا ضد المعتدي"، في إشارة إلى الجنود الأميركيين. وأعرب حسن عن أمله في أن يسحب الرئيس الأميركي باراك أوباما القوات. كان مضطربًا ومجادلًا بشكل متكرر مع أفراد الجيش الآخرين.
ومع أن هذه المشاكل رقي حسن إلى رتبة رائد في مايو 2009. في يوليو 2009 نقل إلى المركز الطبي للجيش دارنال في فورت كافازوس (فورت هود آنذاك) تكساس وانتقل إلى مدينة كيلين. وبعد أسبوعين اشترى بشكل قانوني مسدسًا من طراز أف أن خمسة وسبعة. قبل نقله حصل حسن على تقييم "أداء ضعيف" من المشرفين وأعضاء هيئة التدريس الطبية. ومع أن المخاوف فقد صنف رئيسه السابق المقدم بن فيليبس أداءه بأنه "متميز".
نفى ابن عم حسن المحامي نادر حسن من ولاية فرجينيا الادعاء بأن حسن كان "محبطًا من الجيش" لكنه قال إن حسن كان يخشى الحرب بعد تقديم المشورة للجنود الذين يعانون من اضطراب ما بعد الصدمة. وقال إنه شعر "بالحرج من فكرة" نشر القوات بعد أن سمع "يوميا الأهوال التي رأوها هناك". وأضاف نادر أن حسن تعرض أيضًا للمضايقات من قبل زملائه الجنود. استعان بمحامٍ عسكري لمحاولة حل المشكلة وسداد ديون الحكومة والخروج من الجيش. لكنه لم يجد حلاً سوى تجربة كل شيء. كما ذكرت عمة حسن أن حسن طلب التسريح بسبب مضايقات تتعلق بدينه الإسلامي. ومع ذلك لم يؤكد متحدث باسم الجيش تصريحات الأقارب حيث صرح نائب مدير مجلس القوات المسلحة وشؤون المحاربين القدامى المسلمين الأميركيين بأن المضايقات المبلغ عنها "غير متسقة" مع سجلاتهم.
ووصف عم حسن رفيق حمد وهو من سكان رام الله في الضفة الغربية حسن بأنه كان لطيفاً وهادئاً. لقد أغمي عليه أثناء مراقبة عملية الولادة مما دفعه إلى اختيار التركيز على الطب النفسي. كان شديد الحساسية وحزن على طائر أليف لعدة أشهر بعد وفاته. كما قال ابن عمه محمد حسن بالقرب من رام الله : "لأنه مسلم فإنه لا يريد الذهاب إلى أفغانستان أو العراق ولا يريد أن يعرض نفسه للعنف والموت". صرح محمد أن ابن عمه كان "شابًا لطيفًا" وسعيدًا بالتخرج والانضمام إلى الجيش بعد أن خدم عمه وأبناء عمومته. لم يتحدثا قط عن السياسة لكن حسن اشتكى من "معاملته كمسلم كعربي وليس كأميركي لقد تعرض للتمييز".
في أغسطس/آب 2009 ووفقاً لتقرير شرطة كيلين قام شخص ما بتخريب سيارة حسن باستخدام مفتاح وقدرت تكلفة الإصلاح بألف دولار. وجهت الشرطة اتهامات إلى جندي وزعم أحد الجيران أن السيارة تعرضت للتخريب بسبب ديانة حسن.
وفقًا للسجلات العسكرية كان حسن غير متزوج. ومع ذلك ذكر ديفيد كوك، وهو جار سابق أنه في عام 1997 كان لحسن ولدان يعيشان معه ويدرسان في المدارس المحلية. قال كوك "على حد علمي كان أبًا أعزبًا. لم أرَ زوجة قط."

## الخدمة العسكرية والتعليم العالي والمهنة الطبية
انضم حسن إلى جيش الولايات المتحدة في عام 1988 بعد تخرجه من المدرسة الثانوية. التحق بالجامعة خلال هذه الفترة وحصل على درجة الزمالة في العلوم من كلية مجتمع فرجينيا الغربية في عام 1992. وفي عام 1995 تخرج من جامعة فرجينيا للتكنولوجيا بدرجة البكالوريوس في الكيمياء الحيوية. لقد أكمل كلا البرنامجين مع مرتبة الشرف اللاتينية. كلف كضابط في إدارة الطب بالجيش في عام 1997 والتحق بجامعة الخدمات الموحدة للعلوم الصحية (يو أس يو أتش أس) في بيثيسدا ماريلاند.
كان أداء حسن هامشيًا أثناء التحاقه بجامعة يو أس يو أتش أس. كان تحت المراقبة الأكاديمية خلال معظم السنوات الست المطلوبة لإكمال المنهج الدراسي الممتد لأربع سنوات والتخرج من كلية الطب. بعد تخرجه في عام 2003 أكمل حسن تدريبه وإقامته في الطب النفسي في مركز والتر ريد الطبي العسكري (دبليو أر أيه أم سي). وأكمل تدريبه في الطب النفسي بزمالة لمدة عامين في طب الكوارث والطب النفسي الوقائي وحصل على درجة الماجستير في الصحة العامة. أثناء تدريبه في والتر ريد تلقى المشورة والإشراف الإضافي.

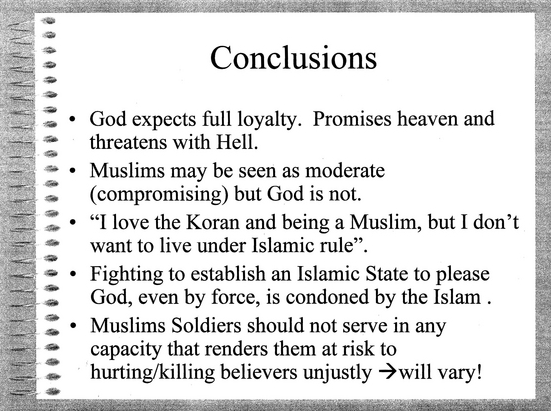
الشريحة 49/50 من النظرة القرآنية للعالم كما تتعلق بالمسلمين في الجيش الأمريكي عرض قدمه حسن خلال ندوة لأطباء الجيش الأمريكي في دبليو أر أيه أم سي

وفقًا لصحيفة واشنطن بوست قدم حسن عرضًا بعنوان "النظرة القرآنية للعالم كما تتعلق بالمسلمين في الجيش الأمريكي" خلال سنته الأخيرة في الإقامة في دبليو أر أيه أم سي ولم يستقبل بشكل جيد من قبل بعض الحاضرين. واقترح أن تسمح وزارة الدفاع الأميركية للمسلمين [ك‍] يُمنح الجنود خيار الإفراج عنهم باعتبارهم "معترضين ضميريين" لرفع معنويات القوات وتقليل الأحداث السلبية. في شريحة سابقة أوضح أن "الأحداث السلبية" قد تكون رفض النشر أو التجسس أو قتل زملاء الجنود.
يتذكر العقيد المتقاعد تيري لي بعد العمل مع حسن أن إطلاق النار المميت على اثنين من المجندين في ليتل روك، أركنساس كان له تأثير كبير على حسن. وقال لي لشبكة فوكس نيوز إن حسن أدلى بتصريحات "غريبة" ضد الوجود العسكري الأميركي في العراق وأفغانستان وقال بحسب التقارير إن "المسلمين يجب أن يقفوا ويقاتلوا ضد المعتدي"، في إشارة إلى الجنود الأميركيين. وأعرب حسن عن أمله في أن يسحب الرئيس الأميركي باراك أوباما القوات. كان مضطربًا ومجادلًا بشكل متكرر مع أفراد الجيش الآخرين.
ومع أن هذه المشاكل رقي حسن إلى رتبة رائد في مايو 2009. في يوليو 2009 نقل إلى المركز الطبي للجيش دارنال في فورت كافازوس (فورت هود آنذاك) تكساس وانتقل إلى مدينة كيلين. وبعد أسبوعين اشترى بشكل قانوني مسدسًا من طراز أف أن خمسة وسبعة. قبل نقله حصل حسن على تقييم "أداء ضعيف" من المشرفين وأعضاء هيئة التدريس الطبية. ومع أن المخاوف فقد صنف رئيسه السابق المقدم بن فيليبس أداءه بأنه "متميز".
نفى ابن عم حسن المحامي نادر حسن من ولاية فرجينيا الادعاء بأن حسن كان "محبطًا من الجيش" لكنه قال إن حسن كان يخشى الحرب بعد تقديم المشورة للجنود الذين يعانون من اضطراب ما بعد الصدمة. وقال إنه شعر "بالحرج من فكرة" نشر القوات بعد أن سمع "يوميا الأهوال التي رأوها هناك". وأضاف نادر أن حسن تعرض أيضًا للمضايقات من قبل زملائه الجنود. استعان بمحامٍ عسكري لمحاولة حل المشكلة وسداد ديون الحكومة والخروج من الجيش. لكنه لم يجد حلاً سوى تجربة كل شيء. كما ذكرت عمة حسن أن حسن طلب التسريح بسبب مضايقات تتعلق بدينه الإسلامي. ومع ذلك لم يؤكد متحدث باسم الجيش تصريحات الأقارب حيث صرح نائب مدير مجلس القوات المسلحة وشؤون المحاربين القدامى المسلمين الأميركيين بأن المضايقات المبلغ عنها "غير متسقة" مع سجلاتهم.
ووصف عم حسن رفيق حمد وهو من سكان رام الله في الضفة الغربية حسن بأنه كان لطيفاً وهادئاً. لقد أغمي عليه أثناء مراقبة عملية الولادة مما دفعه إلى اختيار التركيز على الطب النفسي. كان شديد الحساسية وحزن على طائر أليف لعدة أشهر بعد وفاته. كما قال ابن عمه محمد حسن بالقرب من رام الله : "لأنه مسلم فإنه لا يريد الذهاب إلى أفغانستان أو العراق ولا يريد أن يعرض نفسه للعنف والموت". صرح محمد أن ابن عمه كان "شابًا لطيفًا" وسعيدًا بالتخرج والانضمام إلى الجيش بعد أن خدم عمه وأبناء عمومته. لم يتحدثا قط عن السياسة لكن حسن اشتكى من "معاملته كمسلم كعربي وليس كأميركي لقد تعرض للتمييز".
في أغسطس/آب 2009 ووفقاً لتقرير شرطة كيلين قام شخص ما بتخريب سيارة حسن باستخدام مفتاح وقدرت تكلفة الإصلاح بألف دولار. وجهت الشرطة اتهامات إلى جندي وزعم أحد الجيران أن السيارة تعرضت للتخريب بسبب ديانة حسن.
وفقًا للسجلات العسكرية كان حسن غير متزوج. ومع ذلك ذكر ديفيد كوك، وهو جار سابق أنه في عام 1997 كان لحسن ولدان يعيشان معه ويدرسان في المدارس المحلية. قال كوك "على حد علمي كان أبًا أعزبًا. لم أرَ زوجة قط."

## الجوائز والأوسمة العسكرية
حصل حسن على شريط الخدمة العسكرية كجندي في عام 1988 بعد إكمال التدريب الفردي المتقدم (أيه أي تي) وميدالية خدمة الدفاع الوطني مرتين لخدمته خلال فترات زمنية من حرب الخليج الفارسية والحرب العالمية على الإرهاب وميدالية خدمة الحرب العالمية على الإرهاب لخدمة الدعم خلال الحرب العالمية على الإرهاب.

## المعتقدات الدينية والأيديولوجية
وفقًا لأحد أبناء عمومته كان حسن مسلمًا وأصبح أكثر تدينًا بعد وفاة والديه في وقت مبكر. ولم يتذكر ابن عمه أنه عبر عن أي آراء متطرفة أو معادية لأميركا كما وصفت عائلته حسن بأنه شخص مسالم وأميركي جيد. وقال أحد أبناء عمومته إن حسن انقلب ضد الحروب بعد أن سمع قصص الجنود الذين عالجهم في العلاج بعد عودتهم من أفغانستان والعراق. وقالت عمته إنه لم يخبر العائلة بأنه ذاهب إلى أفغانستان.

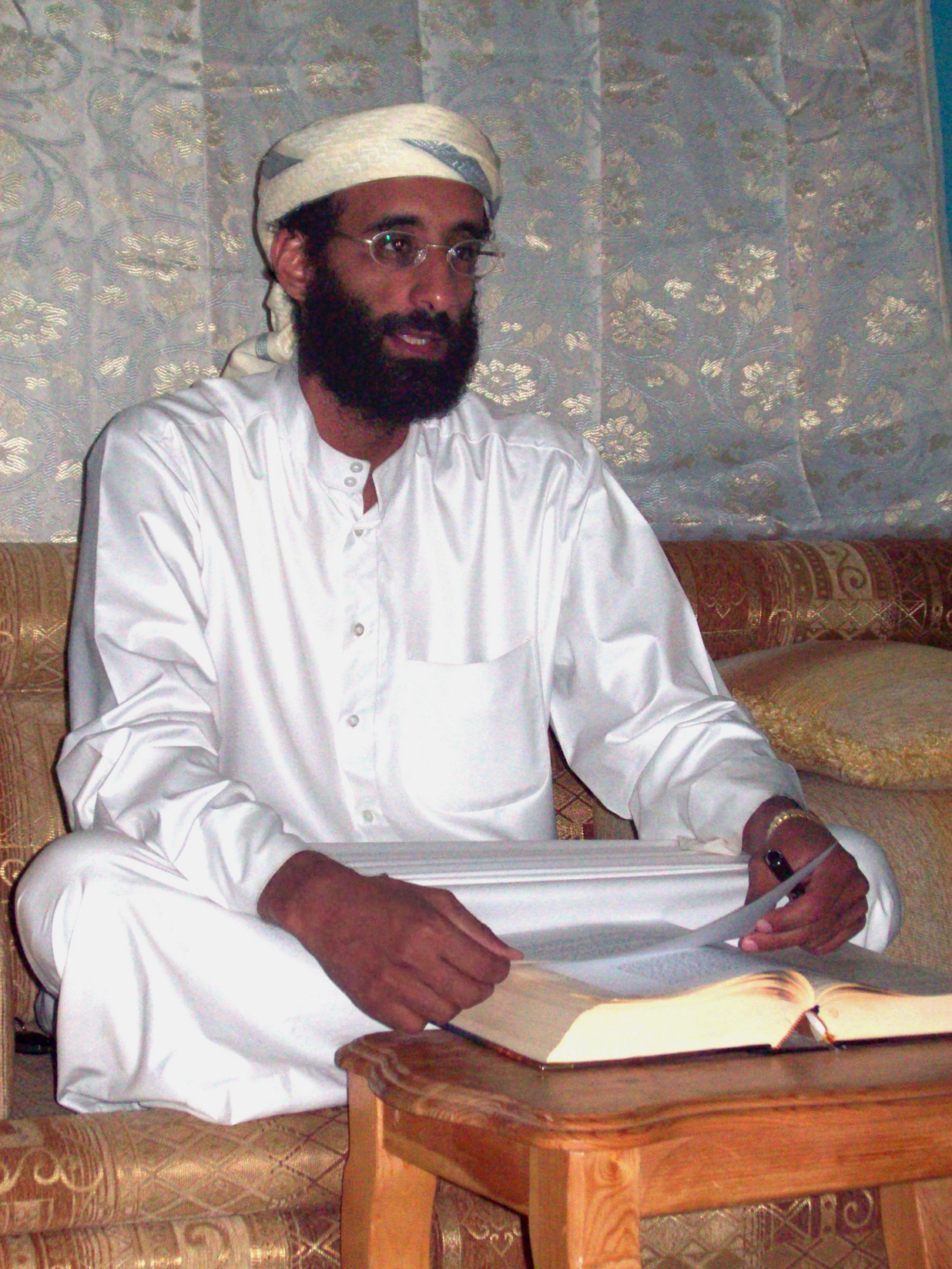
أنور العولقي في عام 2008 وتواصل حسن معه في الأشهر التي سبقت إطلاق النار.

في مايو 2001 حضر حسن مسجد دار الهجرة في منطقة فولز تشيرش لحضور جنازة والدته وفي بعض الأحيان كان يحضر مسجدًا في سيلفر سبرينج بولاية ماريلاند بالقرب من المكان الذي كان يعيش ويعمل فيه وكان معروفًا لدى الإمام لأكثر من عقد من الزمان. قال فيضول خان الإمام السابق لمسجد سيلفر سبرينج حيث كان حسن يصلي عدة مرات أسبوعيًا إنه كان "رجلًا متحفظًا يتمتع بشخصية لطيفة. كنا نناقش الأمور الدينية ولم نتطرق للسياسة قط إنه مسلم". وأضاف خان أن حسن كان كثيرًا ما يعرب عن رغبته في الزواج وقال الإمام : "لدي انطباع بأنه جندي ملتزم".
قال الدكتور فال فينيل المقدم في القوات الجوية وزميل الدراسة في برنامج الماجستير في الصحة العامة في محاضرة عن الصحة البيئية إن مشروع حسن تناول "ما إذا كانت الحرب العالمية على الإرهاب هي حرب على الإسلام" وتأثير ذلك على المسلمين في الجيش وهو ما اعتبره فينيل غريبًا.
وفقًا للعقيد تيري لي قال [حسن] منذ تقاعده : «ربما ينبغي للمسلمين أن ينهضوا ويقاتلوا المعتدي». في البداية ظننا أنه يقصد مساعدة القوات المسلحة لكن يبدو أن الأمر لم يكن كذلك. وفي أحيان أخرى قال إنه لا ينبغي لنا المشاركة في الحرب أصلًا.

### تبادل رسائل البريد الإلكتروني مع أنور العولقي
في عامي 2001 و2002 كان أنور العولقي إمام مسجد دار الهجرة وكان يعتبر خلال تلك الفترة مسلماً معتدلاً. كان يعمل قسيسًا مسلمًا في جامعة جورج واشنطن وكان يُدعى كثيرًا للتحدث عن الإسلام أمام الجماهير في واشنطن العاصمة وأمام أعضاء الكونجرس والحكومة. ويقال إن حسن كان يكن احترامًا عميقًا لتعاليم العولقي.
قبل إحدى عشر شهراً من إطلاق النار في ديسمبر/كانون الأول 2008 تمكن مسؤولو الاستخبارات الفيدرالية من التقاط سلسلة من المراسلات عبر البريد الإلكتروني بين العولقي وحسن. خلال هذه الفترة اعتبر العولقي "رجل دين متطرفا". ومع ذلك فقد قرروا أن رسائل البريد الإلكتروني كانت دينية ولم تتضمن أي عناصر من التشدد أو أي موضوع مثير للقلق. صرح خبراء مكافحة الإرهاب في مكتب التحقيقات الفيدرالي الذين قرأوا رسائل البريد الإلكتروني بأنها "تتفق مع البحث المصرح به الذي كان يجريه الرائد حسن". احتوت رسائل البريد الإلكتروني على أسئلة عامة حول التوجيه الروحي فيما يتعلق بالصراعات بين الإسلام والخدمة العسكرية وحكم المسؤولون بأنها تتفق مع أبحاثه المشروعة حول الصحة العقلية للمسلمين في القوات المسلحة الأمريكية.
بعد عمليات إطلاق النار أجرى الصحافي اليمني عبد الإله حيدر شايع مقابلة مع العولقي في نوفمبر/تشرين الثاني 2009 حول تبادلاتهما وتحدث عن وقتهما مع مراسل صحيفة واشنطن بوست. وبحسب شايع قال العولقي إنه "لم يأمر أو يضغط على... حسن لإيذاء الأميركيين". وقال العولقي إن حسن أرسل له أول رسالة إلكترونية في 17 ديسمبر/كانون الأول 2008. في مقدمة حديثه قال حسن: "هل تتذكرني؟ كنت أصلي معك في مسجد فرجينيا". ووفقًا للعولقي قال حسن إنه كان مسلمًا في الفترة التي كان الإمام يخطب فيها في دار الهجرة في عامي 2001 و2002. ويتزامن ذلك مع وفاة والدته.
قال العولقي : "ربما تأثر نضال بإحدى محاضراتي". وأضاف : "كان واضحًا من رسائله الإلكترونية أن نضال يثق بي. قال لي: "أتحدث معك في قضايا لا أتحدث فيها مع أحد". وأوضح العولقي أن حسن توصل إلى استنتاجاته بشأن مقبولية العنف في الإسلام وأنه ليس من بدأ هذا. وقد لخص شايع علاقتهما بقوله : "كان نضال يقدم الأدلة إلى أنور وليس العكس".
في أكتوبر 2008 حذر تشارلز ألين وكيل وزارة الأمن الداخلي الأمريكية للاستخبارات والتحليل العولقي من "استهداف المسلمين الأمريكيين بمحاضرات متطرفة عبر الإنترنت تشجع على شن هجمات إرهابية من منزله الجديد في اليمن".
يقول ضابط المخابرات المركزية السابق بروس ريدل : "إن إرسال بريد إلكتروني إلى شخص معروف بتعاطفه مع تنظيم القاعدة يجب أن يدق ناقوس الخطر. حتى لو كان يتبادل وصفات طعام كان ينبغي للمكتب أن يصدر تنبيهًا."
وكان للعولقي موقع على شبكة الإنترنت ومدونة لمشاركة آرائه. في الحادي عشر من ديسمبر/كانون الأول 2008 أدان العولقي أي مسلم يسعى إلى الحصول على فتوى دينية "تسمح له بالخدمة في جيوش الكفار والقتال ضد إخوانه". وتقول مؤسسة نيفا إنه في الثالث والعشرين من ديسمبر/كانون الأول 2008 أي بعد ستة أيام من قوله إن حسن أرسل إليه أول رسالة إلكترونية كتب العولقي على مدونته : "إن رصاصات المقاتلين في أفغانستان والعراق تعكس مشاعر المسلمين تجاه أميركا".
وقال ضابط مسلم لم يكشف عن هويته في قاعدة فورت هود إن عيني حسن "أضاءتا" أثناء حديثه عن تعاليم العولقي. ويعتقد بعض المحققين أن اتصالات حسن مع العولقي دفعته نحو العنف في وقت كان يعاني فيه من الاكتئاب والتوتر.

## قبل إطلاق النار في فورت هود

### نشاط الإنترنت
يعتقد عملاء الحكومة الذين يراقبون المواقع الإسلامية أن حسن الذي يستخدم اسم المستخدم "نضال حسن" نشر منشورات عن التفجيرات الانتحارية في مايو/أيار 2009 مع أن عملاء الحكومة لم يربطوا المنشورات بحسن خلال هذه الفترة. شبهت منشورات "نضال حسن" الانتحاري بالجندي الذي يسقط على قنبلة يدوية لإنقاذ زملائه والتضحية من أجل "قضية نبيلة". وذكرت شبكة إيه بي سي نيوز بعد وقوع الحادث أن عملاء حكوميين مجهولين أصدروا بيانًا صحفيًا زعموا فيه أنهم كانوا على علم بمحاولة حسن الاتصال بتنظيم القاعدة ثم أصدروا بيانًا صحفيًا زعموا فيه أن حسن لديه "صلات غير مفهومة أكثر بأشخاص يتعقبهم مكتب التحقيقات الفيدرالي" وليس فقط أنور العولقي.
بطاقة عمل حسن الموجودة في شقته تصفه بأنه طبيب نفسي متخصص في الصحة السلوكيةالصحة العقليةمهارات الحياة وتحتوي على الاختصارات الخدمية (سبحانه وتعالى). بحسب المحققين يُستخدم الاختصار "الخدمية" على مواقع الجهاديين اختصارًا لعبارة "جندي الله" أو "خادم الله". أما سبحانه وتعالى فتُستخدم عادةً بمعنى " سبحان الله". وتظهر مراجعة حسابات حسن على الكمبيوتر والبريد الإلكتروني زياراته لمواقع على الإنترنت تتبنى أفكاراً إسلامية متطرفة وفقاً لبيان صحفي صادر عن عميل حكومي مجهول.

### رسائل البريد الإلكتروني إلى الرؤساء
أعرب حسن عن قلقه إزاء تصرفات بعض الجنود السابقين الذين قام بتقييمهم كطبيب نفسي. قبل أيام من هجماته على قاعدة فورت هود في عام 2009 سأل حسن رؤسائه والمستشارين القانونيين في الجيش عن كيفية التعامل مع التقارير التي تتحدث عن أفعال الجنود في أفغانستان والعراق والتي أزعجته.

### أنشطة أخرى
وكان من المقرر إرسال حسن إلى أفغانستان في 28 نوفمبر. أخبر حسن صاحب متجر محلي أنه كان متوترًا بشأن نشره الوشيك في أفغانستان نظرًا لأن عمله كطبيب نفسي قد يتطلب منه القتال أو قتل إخوانه المسلمين. وفي بيان صحفي صادر عن جيف سادوسكي المتحدث باسم السيناتور الأمريكية كاي بيلي هاتشيسون "كان حسن منزعجًا بشأن نشره".
تبرع حسن بأثاث منزله في صباح يوم إطلاق النار قائلاً إنه سيتم نشره يوم الجمعة. كما قام بتوزيع نسخ من القرآن الكريم. وكتب كامران باشا عن ضابط مسلم في قاعدة فورت هود قال إنه صلى مع حسن في يوم إطلاق النار في قاعدة فورت هود وإن حسن "بدا مسترخياً وغير مضطرب أو متوتر على الإطلاق". يعتقد هذا الضابط أن إطلاق النار قد يكون بدافع التطرف الديني.

## هجمات فورت هود

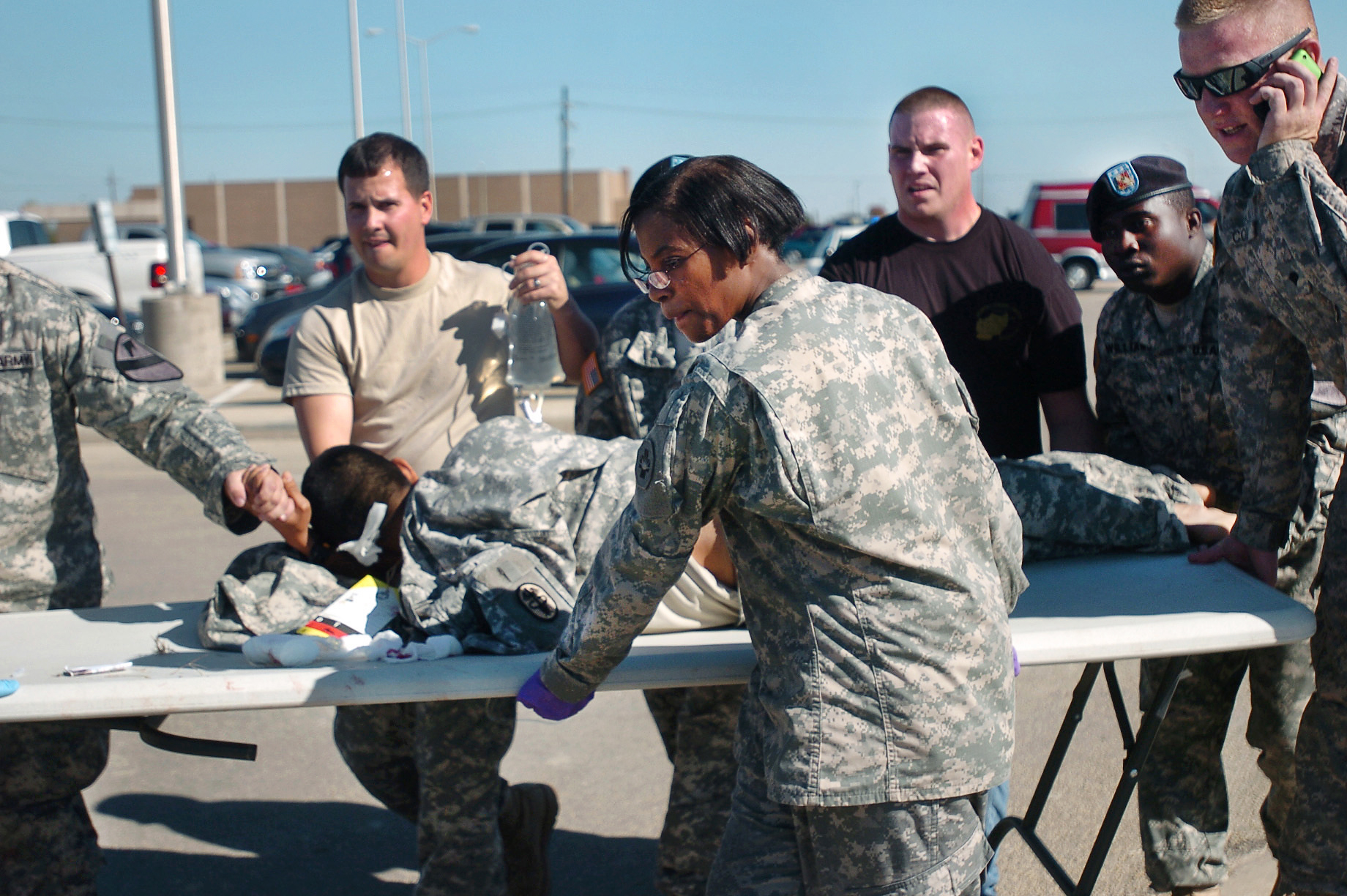
المستجيبون الأوائل والجنود ينقلون جنديًا زميلًا مصابًا في إطلاق النار في فورت هود

في 5 نوفمبر 2009 ورد أن حسن صرخ " الله أكبر" (تعني العبارة "الله أكبر") وفتح النار على القوات المسلحة في مركز جاهزية الجنود في فورت هود الواقع في كيلين تكساس مما أسفر عن مقتل ثلاثة عشر شخصًا وإصابة أكثر من ثلاثين آخرين في أسوأ حادث إطلاق نار ضد القوات المسلحة في قاعدة عسكرية أمريكية.
التقى ضابط شرطة إدارة الجيش كيمبرلي دي مونلي بحسن أثناء مغادرته المبنى. تبادل مونلي وحسن إطلاق النار قبل أن يُصاب مونلي برصاصتين في ساقه. أطلق ضابط شرطة الجيش مارك تود النار على حسن عدة مرات. قام تود بركل المسدس من يد حسن ثم قام بتقييد حسن. استمر الهجوم لمدة عشر دقائق تقريبًا.

### الحالة الطبية
لإنقاذ حياته تم إدخال حسن إلى وحدة العناية المركزة في مركز بروك الطبي العسكري في فورت سام هيوستن في سان أنطونيو تكساس. وقد وصفت حالته بأنها " مستقرة ". أشارت التقارير الإخبارية في 7 نوفمبر 2009 إلى أنه كان في غيبوبة. في 9 نوفمبر أعلن المتحدث باسم المستشفى ديوي ميتشل أن حسن استعاد وعيه وكان قادرًا على التحدث منذ إزالته من جهاز التنفس الصناعي في 7 نوفمبر. في 13 نوفمبر أعلن محامي حسن جون جاليجان أن حسن أصيب بالشلل من الخصر إلى أسفل بسبب جروح الرصاص في العمود الفقري ومن المرجح أنه لن يتمكن من المشي أبدًا. وفي منتصف شهر ديسمبر/كانون الأول أشار جاليجان إلى أن حسن نقل من العناية المركزة إلى غرفة في مستشفى خاص. قال جاليجان إن الأطباء أشاروا إلى أن حسن سيحتاج إلى شهرين على الأقل في المستشفى ليتعلم "كيفية العناية بنفسه".

### المحكمة العسكرية
في 7 نوفمبر 2009 وبينما كان حسن قادرًا على التواصل رفض التحدث إلى مسؤولي إنفاذ القانون. في 12 نوفمبر و2 ديسمبر على التوالي قاموا بتوجيه اتهامات إلى حسن بثلاث عشرة تهمة بالقتل العمد واثنين وثلاثين تهمة بالشروع في القتل بموجب قانون القضاء العسكري الموحد مما يجعله مؤهلاً لعقوبة الإعدام.
في ذلك الوقت لم تحدد السلطات ما إذا كانت ستسعى إلى توقيع عقوبة الإعدام وكان العقيد مايكل موليجان هو المدعي العام الرئيسي للجيش. كان موليجان المدعي العام الرئيسي في قضية حسن أكبر والتي حُكم فيها على جندي بالإعدام بتهمة قتل اثنين من أفراد الجيش الأمريكي.
جون بي جاليجان عقيد متقاعد في الجيش جيه أيه جي مثل حسن. وفي 21 نوفمبر/تشرين الثاني وفي جلسة استماع عقدت في غرفة حسن في المستشفى أصدر قاضي عسكري حكماً بوجود سبب محتمل لارتكاب حسن عملية إطلاق النار في فورت هود وأمر باحتجازه احتياطياً حتى موعد محاكمته العسكرية. وبقي حسن في العناية المركزة وفقًا لأمر القاضي. في 23 نوفمبر قال جاليجان إن حسن من المرجح أن يدفع ببراءته من التهم الموجهة إليه وقد يستخدم دفاع الجنون في محاكمته العسكرية. وفي بيان صحفي ذكر موظفو الشؤون العامة بالجيش أن الأطباء سوف يقومون بتقييم حسن بحلول منتصف يناير/كانون الثاني 2010 لتحديد مدى أهليته للمثول أمام المحكمة وكذلك حالته العقلية في وقت الهجمات ولكنهم أرجأوا الفحص بناءً على طلب جاليجان حتى بعد جلسة المادة 32. أمر الجيش حسن بالتحدث باللغة الإنجليزية فقط على الهاتف أو مع الزوار ما لم يكن هناك مترجم حاضر. نقل حسن من مركز بروك الطبي العسكري إلى سجن مقاطعة بيل في بيلتون تكساس في 9 أبريل 2010. تفاوضت قاعدة فورت هود على عقد قابل للتجديد بقيمة 207000 دولار مع مقاطعة بيل في شهر مارس لإيواء حسن لمدة ستة أشهر.
في بيان صحفي أعلن جاليجان أن المدعين سيطالبون بعقوبة الإعدام قائلاً: "هذا أول "إشعار رسمي" ولكنه بالطبع أمرٌ مفروغٌ منه منذ البداية. باختصار كان الجيش يسعى إلى الإعدام منذ البداية." قدّم المدعون مذكرةً في 28 أبريل/نيسان 2010 تنص على أن "العامل المشدد" اللازم لفرض عقوبة الإعدام سيتحقق إذا ثبتت إدانة حسن بأكثر من جريمة قتل واحدة. وجاء قرار المطالبة بعقوبة الإعدام في أعقاب جلسة الاستماع بموجب المادة 32. وفي بيان صحفي صدر في 15 سبتمبر/أيلول 2010 ذكر محامي حسن أنه ينوي طلب عقد جلسات محكمة مغلقة.
في 12 أكتوبر/تشرين الأول 2010 كان من المقرر أن يظهر حسن في أول جلسة استماع عسكرية موسعة بشأن الهجوم. وكان من المتوقع أن تستمر الجلسة التي يطلق عليها رسميًا إجراء المادة 32 وهي أشبه بجلسة هيئة محلفين كبرى ولكنها مفتوحة للجمهور ستة أسابيع. كانت الجلسة مصممة لمساعدة القائد الأعلى للجيش في فورت هود في تحديد ما إذا كانت هناك أدلة كافية لمحاكمة حسن عسكريًا وكان من المقرر أن تبدأ باستدعاء الشهود ولكن قاموا بتأجيلها بسبب نزاعات فنية. وبدأت الجلسة في 14 أكتوبر/تشرين الأول بسماع شهادات شهود من الناجين من الهجمات. وفي 15 نوفمبر/تشرين الثاني انتهت جلسة الاستماع العسكرية بعد أن رفض جاليجان تقديم قضية دفاع على أساس أن البيت الأبيض ووزارة الدفاع رفضا الإفراج عن الوثائق التي طلبها والتي تتعلق بمراجعة استخباراتية لإطلاق النار. ولم يعرض الدفاع ولا الادعاء تقديم المرافعة الختامية.
في 18 نوفمبر/تشرين الثاني أوصى العقيد جيمس إل. بول ضابط التحقيق في جلسة المادة 32 بمحاكمة حسن عسكرياً ومواجهة عقوبة الإعدام. وأرسل توصياته إلى عقيد آخر في الجيش الأمريكي في فورت هود والذي بعد تقديم تقريره قدم توصياته إلى قائد الموقع. وقرر قائد الموقع أن حسن سيواجه محاكمة وعقوبة الإعدام. في 6 يوليو 2011 أحال قائد قاعدة فورت هود القضية إلى محكمة عسكرية عامة مخولة بالنظر في عقوبة الإعدام. في 27 يوليو/تموز 2011 حدد قاضي الدائرة الرئيسية في فورت هود العقيد جريجوري جروس تاريخ 5 مارس/آذار 2012 موعداً لبدء المحاكمة. ورفض حسن تقديم أي التماس ووافق القاضي جروس على طلب تقدم به محامو حسن لتأجيل تقديم التماس. أبلغ حسن جروس أنه أطلق سراح جون جاليجان محاميه المدني خلال جلسات المحكمة السابقة واختار أن يمثله ثلاثة محامين عسكريين.
وفي 2 فبراير/شباط 2012 أرجأ القاضي العسكري المحاكمة إلى 12 يونيو/حزيران 2012. وقال المقدم كريس بوب المحامي الرئيسي لحسن إن طلب تأجيل المحاكمة كان "مسألة ضرورة تتعلق بتوفير الوقت الكافي للتحضير قبل المحاكمة".
وفي 10 أبريل/نيسان 2012 طلب محامو حسن تأجيل المحاكمة مرة أخرى من يونيو/حزيران إلى أواخر أكتوبر/تشرين الأول للتحقيق في المستندات والأدلة ومقابلة الشهود. ووافق جروس على أخذ الطلب بعين الاعتبار. وقال مسؤولون في فورت هود إن القاضي جروس رفض طلب الدفاع باستدعاء متخصص في التواصل مع الضحايا للإدلاء بشهادته. ويهدف البرنامج الجديد إلى مساعدة الدفاع على الاستجابة لاحتياجات الناجين وأسر الضحايا وربما تغيير مواقفهم إذا كانوا يؤيدون عقوبة الإعدام. كما رفض جروس طلب الدفاع بإجبار المدعين العامين على تقديم ملاحظات من الاجتماعات والمحادثات مع الرئيس باراك أوباما ووزير الدفاع وغيرهما من وكلاء الحكومة بعد هجمات الخامس من نوفمبر/تشرين الثاني 2009. وقال محامو الدفاع إنهم يريدون تحديد ما إذا كان هناك أي شيء غير قانوني أثر على سلسلة القيادة الخاصة بحسن لمحاكمته. في 18 أبريل 2012، وافق القاضي جروس جزئيًا على طلب الدفاع بتأجيل المحاكمة وحدد موعد المحاكمة في 20 أغسطس 2012.
في يوليو 2012 وبعد أن أمر حسن بحلق لحيته وجد القاضي حسن متهمًا بازدراء المحكمة وفرض عليه غرامة. غرم مرة أخرى بسبب احتفاظه بلحيته وحذره القاضي العقيد جريجوري جروس من أنه قد يجبر على الحلاقة قبل محاكمته العسكرية. في 15 أغسطس كان من المقرر أن يقدم حسن إقراراته بالتهم الموجهة إليه قبل بدء المحاكمة العسكرية ولن يُسمح له بالاعتراف بالذنب في تهم القتل العمد لأن الادعاء طالب بعقوبة الإعدام.
وتأخرت المحاكمة العسكرية بسبب اعتراضات حسن على حلق لحيته ضد إرادته واستئنافه أمام محكمة الاستئناف الأمريكية للقوات المسلحة بشأن هذه المسألة حيث قال حسن من خلال محاميه إن لحيته جزء من معتقداته الدينية. وزعم الادعاء أن حسن كان يحاول ببساطة تأخير محاكمته.
وفي 27 أغسطس/آب أعلنت محكمة الاستئناف إمكانية استمرار المحاكمة لكنها لم تحكم بما إذا كان يمكن إجبار حسن على الحلاقة ولم تحدد موعدا جديدا لبدء المحاكمة. رفضت محكمة الاستئناف محاولات حسن للحصول على "تسهيلات دينية" لإطلاق لحيته. في السادس من سبتمبر/أيلول حكم العقيد جروس بحلاقة حسن قسراً بعد أن قرر أن قانون استعادة الحرية الدينية لعام 1993 لا ينطبق على هذه القضية ومع ذلك لن ينفذ الحلاقة القسرية حتى يقوموا استنفاد استئنافات حسن. خلال جلسة الاستماع في السادس من سبتمبر عرض حسن مرتين الاعتراف بالذنب إلا أن قواعد الجيش الأمريكي تحظر على القضاة قبول الاعتراف بالذنب في قضية عقوبة الإعدام.
وبقي حسن مسجونًا على كرسي متحرك. استمر في تلقي راتبه.
في 3 يونيو/حزيران 2013 سمح القاضي العسكري لحسن بتمثيل نفسه. وكان من المقرر أن يظل محاموه في القضية ولكن فقط إذا طلب مساعدتهم. كان من المقرر أن يبدأ اختيار هيئة المحلفين في 5 يونيو وكان من المقرر أن تبدأ المرافعات الافتتاحية في 1 يوليو. في 14 يونيو 2013 صرحت العقيد تارا أوزبورن من الجيش الأمريكي بأن حسن لا يستطيع أن يدعي أنه يدافع عن طالبان. وفي بيان صحفي برر حسن أفعاله أثناء هجمات فورت هود بزعم أن الجيش الأمريكي كان في حالة حرب ضد الإسلام.
في اليوم الأول من المحاكمة في السادس من أغسطس/آب اعترف حسن، ممثلاً عن نفسه بأنه كان المهاجم أثناء هجمات فورت هود في عام 2009 وذكر أن الأدلة ستظهر أنه كان المهاجم. وقال أيضًا للجنة الاستماع إنه "غير موقفه" واعتبر نفسه مجاهدًا يشن "جهادًا" يشن حربًا ضد الجيش الأمريكي. وبحلول السابع من أغسطس/آب أدت الخلافات بين حسن وفريق دفاعه الاحتياطي إلى قرار القاضي أوزبورن بتعليق المحاكمة. أعرب محامو الدفاع عن حسن عن قلقهم من أن يكون حسن يحاول مساعدة الادعاء العام في الحصول على حكم الإعدام. وبما أن المدعين العامين سعوا إلى توقيع عقوبة الإعدام عليه فقد سعى فريق الدفاع إلى منع ذلك.
في الثامن من أغسطس/آب حكم القاضي أوزبورن بأن حسن يمكنه الاستمرار في تمثيل نفسه أثناء المحاكمة ثم رفض طلبات فريق الدفاع الاحتياطي بتولي الدفاع عن حسن أو تقليص أدوارهم. ورفض القاضي أيضًا طلب محامي الدفاع بإبعادهم عن القضية. في التاسع من أغسطس/آب سمح حسن لاثنين من محامي الدفاع الاحتياطيين الثلاثة المقدم كريستوفر مارتن والرائد جوزيف مارسي بالسعي للحصول على إذن لإعداد استئناف يزعم أن المتهم يسعى إلى توقيع عقوبة الإعدام وبالتالي تقويض قواعد "السلوك المهني". وبقي محاميه الثالث المقدم كريس بوب لمراقبة إجراءات المحكمة. واستؤنفت إجراءات المحكمة أيضًا حيث قدمت النيابة العامة شهادات من عدد من الناجين من هجمات فورت هود. وبحلول 14 أغسطس/آب أدلى أكثر من ستين شاهد ادعاء بشهاداتهم وحدد كل منهم حسن باعتباره المهاجم. كانت إجراءات المحكمة سريعة لأن حسن أثار اعتراضات قليلة ورفض استجواب معظم الشهود.
بحلول 13 أغسطس/آب تحول المدعون العامون إلى تقديم الأدلة الجنائية حيث كان عملاء مكتب التحقيقات الفيدرالي موجودين في مسرح الجريمة وشهدوا بأن لديهم الكثير من الأدلة في مسرح الجريمة لدرجة أنهم نفدوا من العلامات. وتضمن هذا الدليل مائة وستة وأربعين خرطوشة وستة مخازن. ونشرت صحيفة نيويورك تايمز تصريحات حسن الواردة في تقرير الصحة العقلية الذي قدمه محامي المتهم المدني جون جاليجان. وبحسب هذه الوثائق أخبر حسن المتخصصين في الصحة العقلية أنه "سيظل شهيدًا" إذا تمت إدانته وإعدامه. وعرض حسن بصفته محامي الدفاع عنه مشاركة التقرير مع ممثلي الادعاء أثناء محاكمته العسكرية. ومع ذلك في 14 أغسطس/آب منع القاضي أوزبورن المدعين العامين من الاطلاع على التقرير. في 19 أغسطس استبعدت أيضًا الأدلة المتعلقة بتطرف حسن المبكر بالإضافة إلى الأدلة التي قدمت هجمات فورت هود على أنها "نسخة طبق الأصل" استنادًا إلى تصرفات حسن أكبر الجندي في الجيش الأمريكي المحكوم عليه بالإعدام.
في 20 أغسطس/آب 2013 أنهى الادعاء قضيته ضد حسن. وقد استدعوا ما يقرب من تسعين شاهداً على مدى أحد عشر يوماً وكان الوتيرة السريعة للإجراءات تُعزى إلى رفض حسن استجواب معظم الشهود. طوال الإجراءات لم يستجوب سوى ثلاثة شهود. وبينما كان من المقرر أن يقدم الدفاع مرافعته يوم الأربعاء أشار حسن إلى أنه لا يخطط لاستدعاء أي شهود دفاع. وفي وقت سابق كان يخطط لاستدعاء شاهدين للدفاع : أحدهما خبير في تخفيف الأحكام في قضايا القتل العمد والآخر أستاذ بجامعة كاليفورنيا متخصص في الفلسفة والدين. كما رفض حسن رسميًا الادعاء بأن المدعين العامين فشلوا في إثبات قضيتهم. ولم يستدع حسن أي شهود أو يشهد في دفاعه واستأنف دفاعه في 21 أغسطس/آب 2013. في 22 أغسطس 2013 رفض حسن تقديم المرافعة الختامية.

### الحكم والعقوبة
في 23 أغسطس 2013 أدانت هيئة محلفين عسكرية مكونة من تسعة عقداء وثلاثة مقدمين ورائد حسن بجميع التهم مما جعله مؤهلاً لعقوبة الإعدام. بدأت هذه المداولات في 26 أغسطس/آب 2013. بحلول السابع والعشرين من أغسطس/آب استمعت لجنة المحلفين المكونة من ثلاثة عشر عضواً إلى شهادات أربعة وعشرين ضحية وأفراد عائلات الجرحى والقتلى خلال هجمات فورت هود عام 2009 ضد القوات المسلحة الأميركية. طوال الإجراءات رفض حسن التحدث دفاعًا عن نفسه أو استجواب أي من الشهود. ولم يقدم أيضًا أي مادة تفسر قراره بعدم تقديم دفاع طوال المحاكمة والنطق بالحكم. وفي النهاية قال حسن بصفته محامي المتهم لهيئة المحلفين إن الدفاع استكمل قضيته. وقد قبلت القاضية تارا أوزبورن قرار حسن. وفي بيانه النهائي قال المدعي العام الرئيسي العقيد مايك موليجان :
[حسن] لا يمكن أن يكون شهيدًا أبدًا لأنه ليس لديه ما يقدمه... لا تضلوا لا تخلطوا لا تنخدعوا. إنه لا يعطي حياته. نحن نأخذ حياته. هذه ليست هديته إلى الله بل هي دينه للمجتمع. لن يكون الآن ولن يكون أبدًا شهيدًا.
اجتمع المحلفون مرة أخرى لتقرير الحكم. في 28 أغسطس 2013 أوصى المحلفون بالحكم على حسن بالإعدام. كما أوصت اللجنة بمصادرة راتبه العسكري وفصله من الجيش وهو فصل للضباط يحمل نفس العواقب المترتبة على الفصل غير المشرف. وبسبب الاستئناف الإلزامي وتردد الجيش التاريخي في إعدام المدانين فإن أي إعدام قد يستغرق سنوات.

### رد فعل

#### إشادة من المتطرفين الإسلاميين
وقد ادعى بعض المسلمين أن الأحداث ذات طابع إسلامي لأغراض سياسية. بعد هجمات فورت هود أشاد أنور العولقي بأفعال حسن :
نضال حسن بطل. إنه رجل ذو ضمير لم يتحمليعيش المسلمون تناقضًا بين كونهم مسلمين وخدمة جيش يقاتل شعبهم لا يمكن لأي مسلم شريف أن يعيش مدركًا تمامًا لواجباته تجاه خالقه وإخوانه المسلمين ومع ذلك يخدم في القوات المسلحة الأمريكية. تقود الولايات المتحدة الحرب على الإرهاب وهي في الحقيقة حرب على الإسلام.

نشر العولقي هذه الرسالة كجزء من رسالة طويلة على الإنترنت.
في مارس/آذار 2010 أشاد المتحدث باسم تنظيم القاعدة آدم يحيى غدن بحسن قائلاً إنه مع أنه لم يكن عضواً في تنظيم القاعدة فإن التنظيم لا يزال يتصرف كقوة عظمى.
لقد أظهر لنا الأخ المجاهد ما فعله أحد المسلمين الصالحين بالاعتداء
إن البندقية قادرة على خدمة دينه وإخوانه في الإيمان فهي رائدة ومخترعة وقدوة وتتوق إلى أداء واجبها تجاه الله والمساهمة في الدفاع عن المسلمين ضد الهجوم الصليبي الصهيوني الوحشي والقاسي والدموي على ديننا ومقدساتنا وأوطاننا.

قبل ساعات من الهجمات نشرت شبكة سي أن أن مقابلة وفيديو لمنظمة في مدينة نيويورك تدعى "ثورة المسلمين" حيث تحدث يونس عبد الله محمد (يهودي اعتنق الإسلام) خارج مسجد في نيويورك قائلاً إن القوات المسلحة الأميركية "أهداف مشروعة" وأن أسامة بن لادن هو قدوتهم. وفي مساء اليوم التالي للهجمات نشرت منظمة "ثورة المسلمين" عبارات دعم لحسن على موقعها الإلكتروني وهو أحد المواقع الأميركية القليلة التي تفعل ذلك. في الفيديو وصف أر أم القوات المسلحة الأمريكية بأنها "إرهابيون قتلى في نار جهنم الأبدية". وأدان بعض المسلمين التنظيم.
وفي نوفمبر/تشرين الثاني 2009 أصدرت شبكة أنصار المجاهدين بياناً صحفياً أشار إلى حسن باعتباره قدوة. وهنأوه على "عمله الشجاع والبطولي" في الوقوف في وجه "الحروب الصليبية الصهيونية المسيحية الحديثة" ضد المسلمين.

### التحليلات الاسترجاعية
قالت سيلينا كوبا وهي ناشطة معارضة للاحتلال الأمريكي للعراق : "كان هذا الرجل متخصصًا في الصحة العقلية وكان يعمل مع متخصصين آخرين في الصحة العقلية كل يوم وقد فشلوا في ملاحظة مدى الاضطراب العميق الذي كان يعاني منه شخص ما بينهم".
وكانت معتقدات حسن المزعومة أيضًا سببًا للقلق بين بعض أقرانه. وفقًا لمصدر مجهول أدب حسن بسبب " التبشير بإيمانه الإسلامي بين المرضى والزملاء" أثناء وجوده في جامعة الخدمات الموحدة للعلوم الصحية (يو أس يو أتش أس). وذكرت صحيفة التلغراف حادثة شعر فيها بعض الحضور بأن إحدى محاضراته التي كان من المتوقع أن تكون ذات طابع طبي تحولت إلى هجوم لاذع على " الكفار ". اشتكى طبيب القوات الجوية فال فينيل وهو زميل سابق له في كلية الطب إلى رؤسائه بشأن "تصريحات حسن المناهضة لأميركا". قال فينيل : "النظام لا يقوم بما يُفترض به أن يقوم به. كان ينبغي على الأقل مواجهته بهذه المعتقدات وإجباره على التوقف عنها وتصحيح مساره أو طرده."
وقال جاريت براخمان وهو باحث في شؤون الإرهاب إن اتصالات حسن مع العولقي أثارت "علامات حمراء ضخمة". وبحسب براتشمان فإن العولقي يتمتع بنفوذ كبير على الجهاديين الناطقين باللغة الإنجليزية على المستوى الدولي.
وذكرت صحيفة دالاس مورنينج نيوز في 17 نوفمبر/تشرين الثاني أن مسؤولي إنفاذ القانون يشتبهون في أن الهجمات اندلعت بسبب رفض رؤساء حسن معالجة طلباته التي يسعى من خلالها إلى محاكمة بعض مرضاه بتهمة ارتكاب جرائم حرب استناداً إلى تصريحات أدلوا بها خلال جلسات نفسية معه. ورأى محامي دالاس باتريك ماكلين وهو جندي سابق في البحرية أن حسن كان محقًا قانونيًا في مشاركة معلومات سرية من مرضاه لكن من المستحيل التأكد من ذلك دون معرفة تلك المعلومات. اشتكى بعض زملائه الأطباء النفسيين إلى رؤسائهم من أن طلبات حسن تنتهك امتياز الطبيب والمريض.
بعد الهجمات بفترة وجيزة صرّح الجنرال جورج كيسي رئيس أركان الجيش بأن "المأساة الحقيقية" تكمن في الإضرار بقضية التنوع قائلاً : "مع أن عظم هذه المأساة إلا أنه من المؤسف أن يصبح تنوعنا ضحيةً أيضًا". وبعد عدة أشهر وفي مقابلة أجريت معه في فبراير 2010 قال كيسي : "إن تنوعنا ليس فقط في جيشنا بل في بلدنا أيضًا مصدر قوة. ومع أن بشاعة هذه المأساة أعتقد أن تحول تنوعنا إلى ضحيةٍ سيكون أسوأ".
وقد عين مدير مكتب التحقيقات الفيدرالي روبرت مولر ويليام وبستر المدير السابق لمكتب التحقيقات الفيدرالي لإجراء مراجعة مستقلة لكيفية تعامل المكتب مع التحقيقات المتعلقة بحسن وما إذا كانت التحقيقات قد أغفلت مؤشرات تشير إلى وقوع هجوم. اختير ويبستر لهذه الوظيفة بسبب كما ذكر مولر كونه "مؤهلاً بشكل فريد" لمثل هذه المراجعة ويتضمن البيان الصحفي الصادر عن لجنة ويبستر العديد من التوصيات بما في ذلك السياسات المكتوبة"[...] يوضح ملكية العملاء المحتملين ودمج قواعد البيانات والحصول على قدرات البحث لجميع قواعد البيانات ذات الصلة بناءً على التحليل الحسابي للبيانات النصية لتحل محل عمليات البحث البسيطة بالكلمات الرئيسية".

### تحليلات إعلامية وتصريحات سياسية
في التاسع من نوفمبر/تشرين الثاني 2009 في برنامج الأحد على قناة فوكس نيوز دعا السيناتور الأميركي جو ليبرمان إلى إجراء تحقيق من جانب لجنة مجلس الشيوخ المعنية بالأمن الداخلي والشؤون الحكومية . وفي بيانه الصحفي قال ليبرمان :
إذا كانت التقارير التي نتلقاها عن مختلف التصريحات التي أدلى بها والأفعال التي قام بها صحيحة فقد تحول إلى التطرف الإسلامي إذا كان هذا صحيحًا فإن مقتل هؤلاء الأشخاص الثلاثة عشر كان عملاً إرهابيًا أعتقد أنه من المهم جدًا السماح للجيش ومكتب التحقيقات الفيدرالي بالمضي قدمًا في هذا التحقيق قبل أن نتوصل إلى أي استنتاجات.
وقد ظهر على غلاف مجلة تايم في نسختيها الأوروبية والأمريكية الصادرتين في 23 نوفمبر/تشرين الثاني صورة حسن مع عنوان "إرهابي؟" فوق عينيه. ذكرت نانسي جيبس القصة الرئيسية : "كان حسن مطابقًا للنموذج الكلاسيكي للقاتل المنفرد الغريب المجنون : الرجل الهادئ اللطيف الذي لم يُشكل سوى عدد قليل من العلاقات الإنسانية الوثيقة". وأشارت إلى أن "دوافع حسن كانت مختلطة بما يكفي بحيث يمكن لأي شخص لديه أجندة أن يجد علامات في المسار الذي تركه". قال بروس هوفمان وهو باحث في الإرهاب وأستاذ في جامعة جورج تاون لجيبس : "كنت أزعم أنه لا يُعد إرهابًا إلا إذا كان جزءًا من مؤامرة منظمة يمكن تحديدها". إن طبيعة الإرهاب تتغير وربما يكون الرائد حسن مثالاً على ذلك". وتساءلت صحيفة كريستيان ساينس مونيتور أيضًا عما إذا كان حسن إرهابيًا.
في 14 نوفمبر/تشرين الثاني ذكرت صحيفة نيويورك تايمز : "قد يكون الرائد حسن أحدث مثال على نوع متزايد من الإرهابيين الذين أصبحوا متطرفين ذاتيًا بمساعدة الإنترنت ويثيرون الفوضى دون دعم من شبكات خارجية ودون الحاجة إلى عبور الحدود للوصول إلى هدفه".

## حياة السجن
بعد إدانته والحكم عليه وسجن نضال حسن في ثكنات التأديب الأمريكية في فورت ليفنوورث في كانساس في انتظار تنفيذ حكم الإعدام. وفقًا لكريس هاوج رئيس العلاقات الإعلامية في فورت هود جرد حسن من رتبته وفصله من الجيش الأمريكي. يشروا إلى حسن باسم "السجين نضال حسن". في 5 سبتمبر/أيلول 2013 قام موظفو السجن بحلاقة حسن بالقوة. وبررت سلطات فورت ليفنوورث قرارها بأن حسن سيكون خاضعًا للوائح الجيش مع أن فصله من الجيش ومصادرة جميع راتبه ومخصصاته. مع أن لوائح الجيش تحظر على أفراد الجيش إزالة شعر الوجه فقد توقف حسن عن الحلاقة بعد هجمات فورت هود في عام 2009 مستشهداً بمعتقداته الدينية. ورغم عدم نشر أي صور جديدة لحسن منذ اعتقاله إلا أن السلطات العسكرية أكدت وجود تسجيل فيديو لعملية الحلاقة القسرية وفقا للأنظمة العسكرية. وردًا على ذلك خطط جون جاليجان المحامي المدني السابق لحسن لمقاضاة الجيش لانتهاك معتقداته الدينية. وزعم جاليجان أن المجلس العسكري في عام 2012 سمح لحسن بالاحتفاظ بلحيته طوال مدة المحاكمة ورفض تصرفات الجيش باعتبارها انتقامية.
وفي 28 أغسطس/آب 2014 قال محامي حسن إن موكله كتب إلى أبو بكر البغدادي رئيس تنظيم الدولة الإسلامية في العراق والشام (داعش) آنذاك. وفي الرسالة طلب حسن أن يصبح مواطناً للدولة الإسلامية وأرفق توقيعه والاختصار الخدمية(جندي الله).
في يناير 2015 أفيد أنه مع أن عملية الاستئناف الطويلة كان حسن "راغبًا في متابعة طريقه إلى الشهادة" في أقرب وقت ممكن.
في 7 ديسمبر 2020 أيدت محكمة الاستئناف الجنائية للجيش الأمريكي عقوبة الإعدام بحق حسن.
في 11 سبتمبر 2023 أيدت محكمة الاستئناف الأمريكية للقوات المسلحة عقوبة الإعدام بحق حسن.
في 31 مارس 2025 رفضت المحكمة العليا للولايات المتحدة الالتماس النهائي الذي تقدم به حسن للحصول على أمر قضائي ، وبالتالي تأكيد حكم الإعدام الصادر بحقه.

### في الثقافة الشعبية
قام المغني الإسرائيلي إريك بيرمان بتأليف أغنية "ليست قصة بسيطة" في ألبومه "يا قلب مثير للسخرية" على خلفية الهجمات. تتحدث الأغنية عن سيرة حسن وتدهور حالته الصحية مما دفعه إلى الهجوم.